# Datsun 720

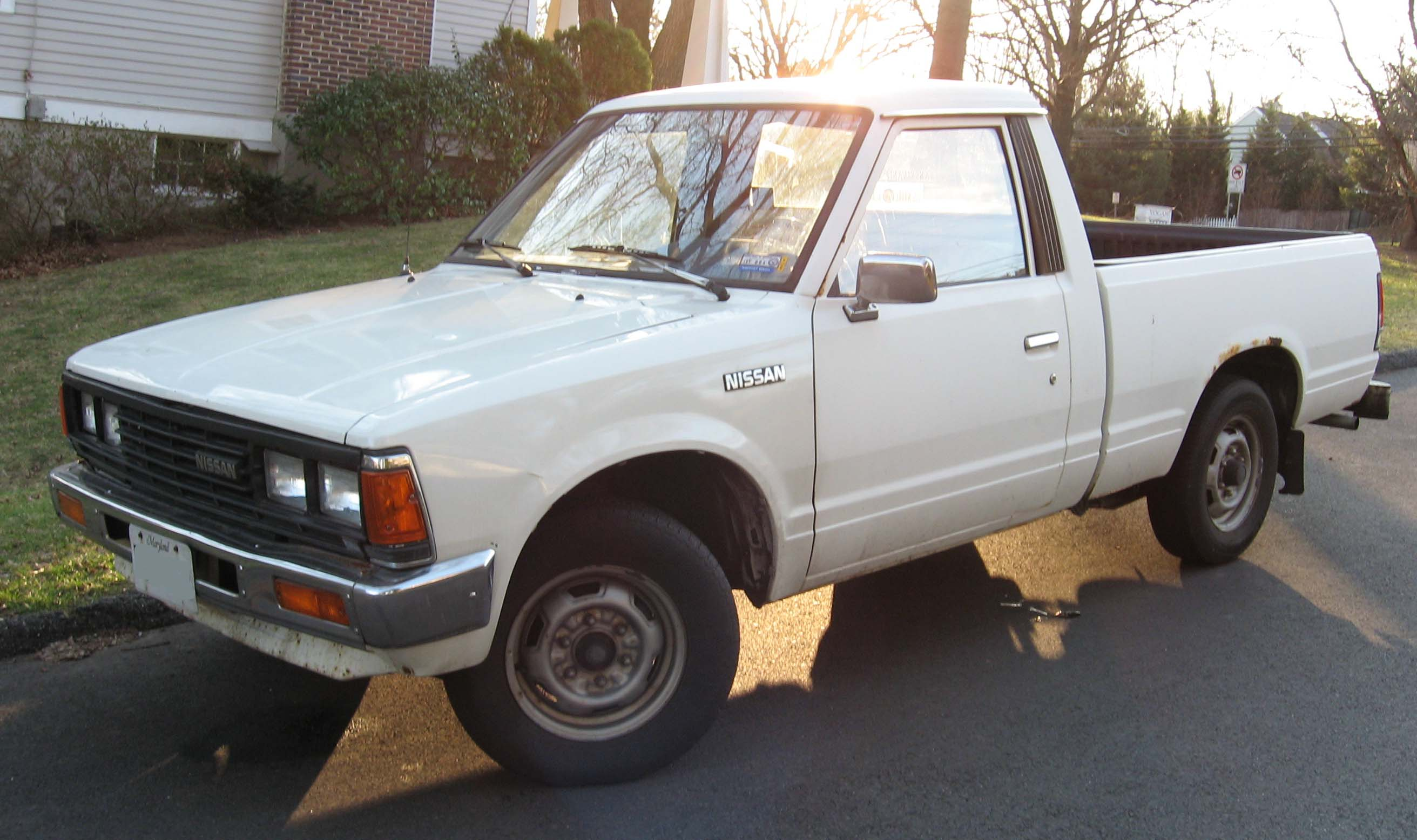
Nissan 720

Der Datsun 720 ist ein Pick-up, der von Datsun in Japan und den USA von 1980 bis 1986 hergestellt wurde. Er wurde auch nach Australien, Europa und in den nahen Osten exportiert.

## Aufbauten
Den Datsun 720 gab es mit normalem und verlängertem Führerhaus („King Cab“), mit langer und mit kurzer Pritsche. In einigen Exportmärkten wurde auch eine 4-türige Doppelkabine angeboten. Es gab auch einen Utility wie beim frühen Toyota 4Runner. Dieser Aufbau wurde Bushwacker genannt und war als nachträglicher Umbau erhältlich.
Von Mai 1983 bis zur Einstellung des Modells 1986 entstand der Datsun 720 im neuen Nissan-Werk in Smyrna (Tennessee).
In den Modelljahren 1980–1983 hatten die Wagen Pritschen mit einschichtigen Bordwänden mit hervorstehenden Oberkanten und Verzurrhaken, zwei Zierlüftungsöffnungen auf der Motorhaube und Rücklichter am unteren Heckblech.
Für eine gewisse Zeit hatten die 1983/1984 in den USA gebauten Modelle noch die Pritschen mit einschichtigen Bordwänden und Verzurrhaken, aber schon Rücklichter an den hinteren Ecken der Pritsche mit gelben Blinklichtern, die über den roten Brems-/Rücklichtern angeordnet waren, wobei die Rückfahrscheinwerfer am alten Platz unter der Heckbordwand verblieben. Auch die Fahrzeugfront wurde verändert und bekam einen größeren Kühlergrill, einen größeren Stoßfänger und größere Positionsleuchten. Es gab auch ein überarbeitetes Armaturenbrett mit runden Instrumenten anstatt der eckigen. Zu dieser Zeit wurde das normale Führerhaus ein wenig verlängert und die Lüftungsöffnungen hinter den Türen wurden von einer hohen zu einer schmalen Form verändert, die der Höhe der Fensteröffnung entsprach. Das verlängerte Führerhaus (King Cab) blieb ohne Veränderung.
Die letzte Serie von 1985 bis Mai 1986 hatte doppelte Bordwände, optisch weicher gestaltete Pritschenseiten und veränderte Rückleuchten an den Ecken, die denen der Chevrolet S-Serie ähnelten. Einige Exportmodelle wurden weiterhin mit den früheren Pritschen ausgeliefert.
Weitere Variationen des US-Modells neben dem KC (King Cab) waren der GL, der DX, der ST (Sport Truck) und ein Fahrgestell mit Führerhaus (nur Hinterradantrieb).

## Antriebe
Der Datsun 720 war mit Hinterradantrieb und Allradantrieb erhältlich, aber vor 1984 war die Vorderachsaufhängung des Allradmodells eine Variante der Aufhängung beim Heckantriebsmodell. Von Mai 1979 bis 1980 diente als Motorisierung die 2,0 l-R4-Vergasermaschine L20B, bald darauf aber ging man zum Nissan-Z-Motor über. Die Modelle für den Nahen Osten hatten den 1,8 l-R4-Vergasermotor L18. 1981/1982 gab es dem 2,2 l-R4-Vergasermotor Z22 und den 2,2 l-R4-Dieselmotor SD22. Mitte 1983 wurden der Z24 (ein 2,4 l-R4), der Z20 (ein 2,0 l-R4) und der SD25 (ein 2,5 l-R4-Diesel) eingeführt. Auf dem amerikanischen Markt gab es den Dieselmotor nur von 1982 bis 1985 im Heckantriebsmodell. 1986 wurde der 2,4 l-R4-Vergasermotor Z24 auf Wunsch mit einer Einspritzung ausgerüstet (Z24i); einige Exportmodelle waren mit dem 1,5 l-R4-Motor J15, dem 1,6 l-R4-Motor J16 oder dem 1,8 l-R4-Motor L18 (alle mit Vergaser) ausgerüstet. Die 2,0- oder 2,2 l-Einspritzmotoren Z20E und Z22E wurden nicht in den 720 eingebaut. Man kann sie aber leicht anpassen und die Wagen sehen nach dem Einbau wie Originale aus.

## Nachfolger
Der Datsun 720 wurde im Mai 1986 in Europa vom Nissan D21, der dem nordamerikanischen Nissan Hardbody Truck entsprach, ersetzt. In Asien und Afrika wurde dieses Modell als Datsun D21 bis 1997 angeboten.
Der D21 hat das gleiche Fahrgestell wie der 720 und der 2,4 l-R4-Motor Z24i gehört bei ihm zur Basisausstattung, aber Karosserie und Innenraum wurden komplett neu entworfen.